# Grande Prêmio da Alemanha de 2008
Resultados do Grande Prêmio da Alemanha de Fórmula 1 realizado em Hockenheim em 20 de julho de 2008. Décima etapa do campeonato, foi vencido pelo britânico Lewis Hamilton, da McLaren-Mercedes, com Nelson Piquet Jr. em segundo pela Renault e Felipe Massa em terceiro pela Ferrari.

## Resumo
- Nesta corrida foi marcado o único pódio de Nelson Piquet Jr. e também a primeira vez que dois brasileiros subiram ao pódio desde o Grande Prêmio da Bélgica de 1991.[4]
- Desde então dois pilotos brasileiros jamais subiram juntos ao pódio.

## Classificação da prova

### Treinos classificatórios
| Pos.   | Nº | Piloto               | Equipe              | Q1       | Q2       | Q3       | Grid |
| ------ | -- | -------------------- | ------------------- | -------- | -------- | -------- | ---- |
| 1      | 22 | Lewis Hamilton       | McLaren-Mercedes    | 1:15.218 | 1:14.603 | 1:15.666 | 1    |
| 2      | 2  | Felipe Massa         | Ferrari             | 1:14.921 | 1:14.747 | 1:15.859 | 2    |
| 3      | 23 | Heikki Kovalainen    | McLaren-Mercedes    | 1:15.476 | 1:14.855 | 1:16.143 | 3    |
| 4      | 11 | Jarno Trulli         | Toyota              | 1:15.560 | 1:15.122 | 1:16.191 | 4    |
| 5      | 5  | Fernando Alonso      | Renault             | 1:15.917 | 1:14.943 | 1:16.385 | 5    |
| 6      | 1  | Kimi Räikkönen       | Ferrari             | 1:15.201 | 1:14.949 | 1:16.389 | 6    |
| 7      | 4  | Robert Kubica        | BMW Sauber          | 1:15.985 | 1:15.109 | 1:16.521 | 7    |
| 8      | 10 | Mark Webber          | Red Bull-Renault    | 1:15.900 | 1:15.481 | 1:17.014 | 8    |
| 9      | 15 | Sebastian Vettel     | Toro Rosso-Ferrari  | 1:15.532 | 1:15.420 | 1:17.244 | 9    |
| 10     | 9  | David Coulthard      | Red Bull-Renault    | 1:15.975 | 1:15.338 | 1:17.503 | 10   |
| 11     | 12 | Timo Glock           | Toyota              | 1:15.560 | 1:15.508 |          | 11   |
| 12     | 3  | Nick Heidfeld        | BMW Sauber          | 1:15.596 | 1:15.581 |          | 12   |
| 13     | 7  | Nico Rosberg         | Williams-Toyota     | 1:15.863 | 1:15.633 |          | 13   |
| 14     | 16 | Jenson Button        | Honda               | 1:15.993 | 1:15.701 |          | 14   |
| 15     | 14 | Sébastien Bourdais   | Toro Rosso-Ferrari  | 1:15.927 | 1:15.858 |          | 15   |
| 16     | 8  | Kazuki Nakajima      | Williams-Toyota     | 1:16.083 |          |          | 16   |
| 17     | 6  | Nelson Piquet Jr.    | Renault             | 1:16.189 |          |          | 17   |
| 18     | 17 | Rubens Barrichello   | Honda               | 1:16.246 |          |          | 18   |
| 19     | 20 | Adrian Sutil         | Force India-Ferrari | 1:16.657 |          |          | 19   |
| 20     | 21 | Giancarlo Fisichella | Force India-Ferrari | 1:16.963 |          |          | 20   |
| Fonte: |    |                      |                     |          |          |          |      |

### Corrida
| Pos.   | Nº | Piloto               | Construtor          | Voltas | Tempo/Diferença   | Grid | Pontos |
| ------ | -- | -------------------- | ------------------- | ------ | ----------------- | ---- | ------ |
| 1      | 22 | Lewis Hamilton       | McLaren-Mercedes    | 67     | 1:31:20.874       | 1    | 10     |
| 2      | 6  | Nelson Piquet Jr.    | Renault             | 67     | + 5.586           | 17   | 8      |
| 3      | 2  | Felipe Massa         | Ferrari             | 67     | + 9.339           | 2    | 6      |
| 4      | 3  | Nick Heidfeld        | BMW Sauber          | 67     | + 9.825           | 12   | 5      |
| 5      | 23 | Heikki Kovalainen    | McLaren-Mercedes    | 67     | + 12.411          | 3    | 4      |
| 6      | 1  | Kimi Räikkönen       | Ferrari             | 67     | + 14.403          | 6    | 3      |
| 7      | 4  | Robert Kubica        | BMW Sauber          | 67     | + 22.682          | 7    | 2      |
| 8      | 15 | Sebastian Vettel     | Toro Rosso-Ferrari  | 67     | + 33.299          | 9    | 1      |
| 9      | 11 | Jarno Trulli         | Toyota              | 67     | + 37.158          | 4    |        |
| 10     | 7  | Nico Rosberg         | Williams-Toyota     | 67     | + 37.625          | 13   |        |
| 11     | 5  | Fernando Alonso      | Renault             | 67     | + 38.600          | 5    |        |
| 12     | 14 | Sébastien Bourdais   | Toro Rosso-Ferrari  | 67     | + 39.111          | 15   |        |
| 13     | 9  | David Coulthard      | Red Bull-Renault    | 67     | + 54.971          | 10   |        |
| 14     | 8  | Kazuki Nakajima      | Williams-Toyota     | 67     | + 1:00.003        | 16   |        |
| 15     | 20 | Adrian Sutil         | Force India-Ferrari | 67     | + 1:09.488        | 19   |        |
| 16     | 21 | Giancarlo Fisichella | Force India-Ferrari | 67     | + 1:24.093        | 20   |        |
| 17     | 16 | Jenson Button        | Honda               | 66     | + 1 volta         | 14   |        |
| Ret    | 17 | Rubens Barrichello   | Honda               | 50     | Danos de colisão  | 18   |        |
| Ret    | 10 | Mark Webber          | Red Bull-Renault    | 40     | Vazamento de óleo | 8    |        |
| Ret    | 12 | Timo Glock           | Toyota              | 35     | Acidente          | 11   |        |
| Fonte: |    |                      |                     |        |                   |      |        |

## Tabela do campeonato após a corrida
| Pos.   | Piloto         | Pontos |
| ------ | -------------- | ------ |
| 1      | Lewis Hamilton | 58     |
| 2      | Felipe Massa   | 54     |
| 3      | Kimi Räikkönen | 51     |
| 4      | Robert Kubica  | 48     |
| 5      | Nick Heidfeld  | 41     |
| Fonte: |                |        |

| Pos.   | Construtor       | Pontos |
| ------ | ---------------- | ------ |
| 1      | Ferrari          | 105    |
| 2      | BMW Sauber       | 89     |
| 3      | McLaren–Mercedes | 86     |
| 4      | Toyota           | 25     |
| 5      | Red Bull-Renault | 24     |
| Fonte: |                  |        |

- Nota: Somente as primeiras cinco posições estão listadas.